# Janivara, Channarayapatna
Janivara là một làng thuộc tehsil Channarayapatna, huyện Hassan, bang Karnataka, Ấn Độ.